# Rutland

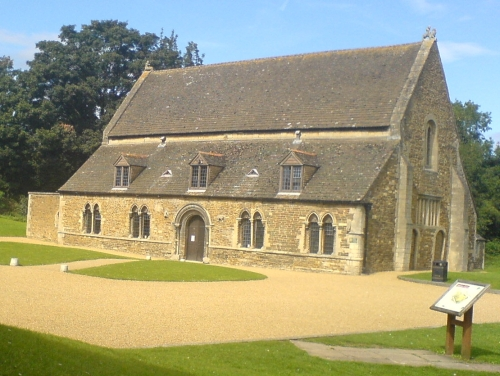
Lâu đài Oakham

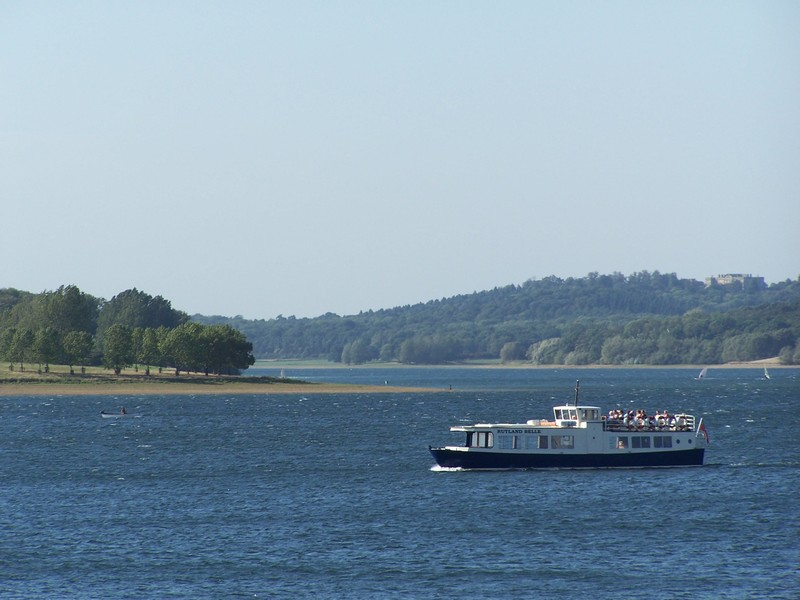
Rutland Water

Rutland là một hạt ở miền trung của Anh. Hạt có diện tích km2, dân số người. Thủ phủ hạt đóng ở Oakham.
Rutland bao quanh phía tây và phía bắc bởi Leicestershire, phía đông bắc Lincolnshire và phía đông nam của Peterborough (một cơ quan đơn nhất nghi thức trong Cambridgeshire) và Northamptonshire.
Khoảng cách lớn nhất phía bắc đến phía nam chiều dài của nó là chỉ có 18 dặm (29,0 km), bề rộng lớn nhất đông sang phía tây, 17 dặm (27,4 km). Đây là hạt có dân số nhỏ nhất ở ở đại lục nước Anh (chỉ thành phố London là nhỏ hơn về diện tích), và là quận xếp 348/354 quận về dân số. Nó là nhỏ nhất lịch sử tiếng Anh quận hạt, dẫn đến việc thông qua phương châm Multum Latin Trong Parvo hay "nhiều trong ít" do Hội đồng quận trong năm 1950 [1] Trong số các hạt hiện đại nghi lễ Isle of Wight, thành phố London và thành phố Bristol là nhỏ hơn. Quận cũ của London, trong sự tồn tại 1889-1965, cũng đã có một diện tích nhỏ hơn.
Các thị xã ở Rutland gồm có Oakham, và Uppingham. Tại trung tâm của quận là các hồ chứa nhân tạo lớn, Rutland Water, với một diện tích bề mặt tương tự như Windermere. Nó là một khu bảo tồn thiên nhiên quan trọng là nơi trú đông cho loài chim trú đông.
Các khu nhà cũ Rutland của được xây dựng từ đá vôi, quặng sắt và nhiều mái nhà của Collyweston đá phiến đá hoặc lá.